# Grand Prix of Indianapolis 2014
Der Grand Prix of Indianapolis 2014 fand am 10. Mai auf dem Indianapolis Motor Speedway in Speedway bei Indianapolis, Indiana, Vereinigte Staaten statt und war das vierte Rennen der IndyCar Series 2014.

## Berichte

### Hintergrund
Nach dem Honda Indy Grand Prix of Alabama führte Will Power in der Fahrerwertung mit 18 Punkten vor Ryan Hunter-Reay und mit 33 Punkten vor Simon Pagenaud.
Im Vergleich zum vorherigen Rennen wurden zwei zusätzliche Fahrzeuge eingesetzt. Andretti Autosport erweiterte das Aufgebot auf fünf Fahrzeuge für die beiden Indianapolis-Rennen. Im Grand Prix kam Franck Montagny zum Einsatz. Es war Montagnys drittes IndyCar-Rennen. Seinen letzten Einsatz, den Indy Grand Prix of Sonoma 2009, absolvierte er ebenfalls für Andretti. A. J. Foyt Enterprises setzte ein zweites Fahrzeug für beide Indianapolis-Rennen ein. Martin Plowman erhielt das Cockpit für beide Rennen. Plowmans letztes IndyCar-Rennen war der Baltimore Grand Prix 2011.
Erstmals wurde ein IndyCar-Rennen auf einer Straßenkurs-Variante des Indianapolis Motor Speedway ausgetragen. Im Vorfeld des Grand Prix wurde die Strecke bei Testfahrten von den Fahrern gelobt. Im Gegensatz zum Indianapolis 500 wurde die Strecke im Uhrzeigersinn befahren. Diese Fahrrichtung wählte auch die Formel 1 bei ihren Auftritten beim Großen Preis der USA von 2000 bis 2007. Im Starterfeld waren mit Montagny, Juan Pablo Montoya, Takuma Satō und Justin Wilson vier Fahrer, die an Formel-1-Rennen auf einer ähnlichen Straßenkurs-Variante des Indianapolis Motor Speedway teilgenommen haben. Satō (Platz 3, 2004) und Wilson (Platz 8, 2003) erzielten hier ihre besten Formel-1-Platzierungen.
Nach dem Toyota Grand Prix of Long Beach ist der Grand Prix of Indianapolis das zweite Saisonrennen, dass mit einem stehenden Start begonnen wird.
Einen Tag nach dem Grand Prix begannen die Trainings zum Indianapolis 500 2014 auf dem Ovalkurs des Indianapolis Motor Speedways.

### Training
Im ersten Training erzielte Sébastien Bourdais die Bestzeit vor Hunter-Reay und Pagenaud. Das Training wurde zweimal unterbrochen. Zum einen ritt Josef Newgarden in der vierten Kurve aus, zum anderen gab es einen Stromausfall in der Zentrale der Rennleitung. Im zweiten Training war Scott Dixon schnellster Pilot. Pagenaud wurde Zweiter, Power Dritter. Jack Hawksworth und Newgarden mussten das Training zur Strafe drei bzw. sechs Minuten vorzeitig beenden, da sie beim obligatorischen Wiegen nach dem ersten Training zu spät erschienen waren.
Das dritte Training fand unter Regen statt. Zur Trainingsmitte gab es kurzzeitig keinen neuen Regen, sodass in dieser Phase die besten Zeiten erzielt wurden. Pagenaud fuhr die schnellste Runde vor Hawksworth und James Hinchcliffe. Mehrere Fahrer drehten sich oder kamen von der Strecke ab, ohne dass es eine Unterbrechung gab. Das Training wurde nach einem Dreher von Ryan Briscoe in der sechsten Kurve nur einmal unterbrochen. Aufgrund eines Drehers von Mikhail Aleshin auf der Gegengeraden wurde das Training 30 Sekunden vorzeitig beendet.

### Qualifying
Der erste Abschnitt des Zeitentrainings wurde in zwei Gruppen ausgetragen. Die sechs schnellsten Piloten jeder Gruppe kamen ins zweite Segment. Die restlichen Startpositionen wurden aus dem Ergebnis des ersten Qualifyingabschnitts bestimmt, wobei den Fahrern der ersten Gruppe die ungeraden Positionen ab 13, und den Fahrern der zweiten Gruppe die geraden Positionen ab 14 zugewiesen wurden. Zu Beginn des Qualifyings setzte leichter Regen ein, die Strecke war aber noch trocken und die Fahrer verwendeten Slicks. In der ersten Gruppe fuhr Pagenaud die schnellste Runde. Sebastián Saavedra drehte sich auf feuchter Strecke, fuhr jedoch weiter und kam als Fünfter in den nächsten Qualifyingteil. In der zweiten Gruppe war Montoya der schnellste Pilot. Aleshin wurden seine zwei schnellsten Runden wegen Behinderns gestrichen, sodass er auf den letzten Platz zurückfiel und nicht, wie es seine schnellste Zeit zugelassen hätte, in den nächsten Abschnitt kam.
Im zweiten Segment der Qualifikation qualifizierten sich die sechs schnellsten Fahrer für den finalen Abschnitt. Der Regen nahm zu, sodass das Fahren auf Trockenreifen nicht mehr möglich war und die Fahrer auf Regenreifen wechselten. Hawksworth erzielte die schnellste Rundenzeit. Neben ihm schafften es Power, Dixon, Hunter-Reay, Saavedra und Pagenaud in den dritten Teil des Qualifyings, die sogenannten Firestone Fast Six.
Der letzte Abschnitt wurde zunächst abgebrochen, da zu viel Wasser auf der Strecke war. Das Finale wurde mit der ursprünglich geplanten Laufzeit von zehn Minuten neugestartet. Hunter-Reay führte das Klassement an. Allerdings verlor er kurz vor Ende die Kontrolle über sein Fahrzeug und schlug in der letzten Kurve in die Streckenbegrenzung ein. Das Training wurde aufgrund des Unfalls abgebrochen. Hunter-Reay blieb unverletzt. Als Auslöser eines Abbruchs wurden ihm aber seine zwei schnellsten Runden gestrichen. Damit ging Saavedra in Führung und erzielte die erste Pole-Position seiner Karriere. Zuvor waren zwei neunte Plätze die besten Qualifying-Ergebnisse Saavedras auf Straßenkursen. Auch Hawksworth, der den zweiten Platz belegte, erzielte sein bisher bestes Ergebnis im Zeitentraining. Hunter-Reays drittschnellste Runde reichte für den dritten Rang vor Pagenaud, Power und Dixon.

### Rennen
Im Gegensatz zum Vortag war am Rennsamstag durchgängig sonniges Wetter. Beim stehenden Start würgte Pole-Setter Saavedra seinen Motor ab und blieb auf dem Startplatz stehen. Nachdem viele Fahrer rechtzeitig ausgewichen waren, fuhren Carlos Muñoz und Aleshin mit hohem Tempo in das Fahrzeug hinein. Während alle Fahrer unverletzt blieben, wurde der Bürgermeister von Indianapolis, Greg Ballard, der die Startflagge geschwenkt hatte, von Kleinteilen getroffen und leicht verletzt. Die drei Autos wurden bei dem Unfall stark beschädigt. Das Rennen wurde daraufhin neutralisiert. Montoya war ebenfalls stehen geblieben. Sein Fahrzeug wurde jedoch so schnell neugestartet, dass er keine Runde verlor. Mike Conway beschädigte sich beim Ausweichmanöver um Saavedras-Fahrzeug seinen Rennwagen und ließ sein Auto an der Box reparieren. Er nahm das Rennen wieder auf, gab jedoch später vorzeitig auf. Hunter-Reay hatte beim Start die Führung übernommen. Um den Trümmerteilen auszuweichen, fuhren die Fahrer zunächst durch die Boxengasse. Einige Fahrer aus dem hinteren Feld, die möglicherweise Trümmerteile überfahren hatten, wechselten ihre Reifen.
Nach dem Restart gab es einige Duelle und Überholmanöver im Feld. In der Runde nach dem Restart verlor Hunter-Reay seine Führung an Hawksworth, der in seinem vierten Rennen erstmals vorne lag. Hunter-Reay fiel auch hinter Pagenaud zurück und war Dritter. Hawksworth setzte sich in den nächsten Runden etwas vom restlichen Feld, das sich auseinanderzog, ab. In der 27. Runde begannen die Fahrer an der Spitze, an die Box zu fahren. Hawksworth verlor dabei die Führung an Hunter-Reay und Wilson. Nachdem alle Fahrer an der Box waren, lag er wieder in Führung vor Pagenaud und Hunter-Reay. Hawksworth setzte sich in den nächsten Runden erneut ab und lag in der 41. Runde fünf Sekunden vor Pagenaud, der über zehn Sekunden vor Hunter-Reay lag.
Durch eine Kollision zwischen Power und Dixon, die um Platz vier kämpften, kam es in der 42. Runde zu einer weiteren Gelbphase. Dixon blieb im Kiesbett stehen, nahm das Rennen aber kurz darauf wieder auf. Er verlor eine Runde. An der Spitze setzen die Fahrer nun auf unterschiedliche Strategien. Während Hawksworth und Pagenaud an die Box gingen, wobei Pagenaud Hawksworth überholte, blieb unter anderem Hunter-Reay auf der Strecke und ging wieder in Führung.
In der Runde nach dem Restart, bei dem Hunter-Reay vorne blieb, gab es in der zehnten Kurve eine weitere Kollision, die eine Gelbphase auslöste. Plowman verbremste sich, hob auf dem Kerb ab und drehte sich mit schwebendem Heck über das Fahrzeug von Montagny, dessen Heckpartie dabei beschädigt wurde. Während Plowman in der Lage war, das Rennen wieder aufzunehmen, schied Montagny durch diesen Zwischenfall aus.
Beim Restart übernahm Wilson die Führung. Es gab jedoch eine Runde später eine weitere Gelbphase, nachdem Montoya Graham Rahal in die Mauer gedrängt hatte. Rahal schied aus, während Montoya weiterfuhr. Montoya, der zu diesem Zeitpunkt überrundet war, nahm nach dem Rennen die Schuld auf sich. In der Gelbphase gingen einige Fahrer, unter anderem Wilson, Hunter-Reay und Pagenaud, an die Box, sodass Castroneves, der nicht stoppte, schließlich die Führung übernahm. Er behielt die Führung beim Restart. In der Runde nach dem Restart rollte Hinchcliffe auf der Gegengeraden aus, ohne eine Gelbphase auszulösen. Zuvor gab es mehrere kleinere Kontakte auf der Gegengeraden, bei denen Hinchcliffe wahrscheinlich von einem Kleinteil getroffen wurde. Er erlitt eine Gehirnerschütterung und wurde ins Krankenhaus gebracht.
In der 61. Runde ging Hawksworth, der auf dem dritten Platz lag, an die Box. Eine nicht optimale Strategie verhinderte somit eine gute Endplatzierung in einem Rennen, in dem Hawksworth die meisten Führungsrunden absolviert hatte. Wilson ging ebenfalls an die Box, da sein Frontflügel beschädigt war. In der 69. Runde ging Castroneves an die Box und übergab die Führung für eine Runde an Bourdais. Nachdem auch dieser beim Tanken war, lag Oriol Servià in Führung. Er führte vor Pagenaud und Hunter-Reay und es war nicht klar, ob der Treibstoff des Führungstrios bis zum Rennende reichen würde. Dahinter fuhren Castroneves und Bourdais, die ausreichend Sprit mit hatten und daher so schnell wie möglich fuhren. In der 78. Runde ging Servià an die Box, sodass Pagenaud die Führung übernahm. Pagenaud und Hunter-Reay fuhren so langsam, dass sich Dixon zurückrundete. Allerdings waren beide so schnell, dass Castroneves nicht in Schlagdistanz kam und nur noch den Rückstand reduzierte.
Pagenaud gewann das Rennen vor Hunter-Reay, Castroneves und Bourdais. Charlie Kimball wurde Fünfter, Briscoe Sechster. Die ersten sechs Piloten lagen innerhalb von zehn Sekunden. Hawksworth wurde Siebter und erzielte damit seine bis dahin beste IndyCar-Platzierung. Power, Satō und Tony Kanaan komplettierten die Top 10.
In der Fahrerwertung blieben die ersten drei Positionen unverändert, allerdings verkleinerten sich die Abstände.
In der Woche nach dem Grand Prix wurden die Teams von Pagenaud und Castroneves mit einer Geldstrafe in Höhe von 1.000 US-Dollar belegt. Bei Pagenaud gab es Unsauberkeiten am Unterboden, bei Castroneves am Differential. Darüber hinaus wurde Chevrolet mit einer Geldstrafe in Höhe von 20.000 US-Dollar belegt, da bei der technischen Abnahme eine verbotene Drehzahl- und Traktionskontrolle festgestellt wurde. Chevrolet bestritt den Einsatz einer Traktionskontrolle und legte Einspruch gegen die Strafe ein.

## Meldeliste
Alle Teams und Fahrer verwendeten das Chassis Dallara DW12 mit einem Aero-Kit von Dallara und Reifen von Firestone.
| Team                                  | Nr. | Fahrer             | Motor     |
| ------------------------------------- | --- | ------------------ | --------- |
| Penske Motorsports                    | 02  | Juan Pablo Montoya | Chevrolet |
| Team Penske                           | 03  | Hélio Castroneves  | Chevrolet |
| Team Penske                           | 12  | Will Power         | Chevrolet |
| Schmidt Peterson Motorsports          | 07  | Mikhail Aleshin    | Honda     |
| NTT Data Chip Ganassi Racing          | 08  | Ryan Briscoe       | Chevrolet |
| Target Chip Ganassi Racing            | 09  | Scott Dixon        | Chevrolet |
| Target Chip Ganassi Racing            | 10  | Tony Kanaan        | Chevrolet |
| KVSH Racing                           | 11  | Sébastien Bourdais | Chevrolet |
| A. J. Foyt Enterprises                | 14  | Takuma Satō        | Honda     |
| A. J. Foyt Enterprises                | 41  | Martin Plowman     | Honda     |
| Rahal Letterman Lanigan Racing        | 15  | Graham Rahal       | Honda     |
| Rahal Letterman Lanigan Racing        | 16  | Oriol Servià       | Honda     |
| KVAFS Racing                          | 17  | Sebastian Saavedra | Chevrolet |
| Dale Coyne Racing                     | 18  | Carlos Huertas     | Honda     |
| Dale Coyne Racing                     | 19  | Justin Wilson      | Honda     |
| Ed Carpenter Racing                   | 20  | Mike Conway        | Chevrolet |
| Andretti Autosport                    | 25  | Marco Andretti     | Honda     |
| Andretti Autosport                    | 26  | Franck Montagny    | Honda     |
| Andretti Autosport                    | 27  | James Hinchcliffe  | Honda     |
| Andretti Autosport                    | 28  | Ryan Hunter-Reay   | Honda     |
| Andretti – HVM                        | 34  | Carlos Muñoz       | Honda     |
| Sarah Fisher Hartman Racing           | 67  | Josef Newgarden    | Honda     |
| Schmidt Peterson Hamilton Motorsports | 77  | Simon Pagenaud     | Honda     |
| Chip Ganassi Racing Teams             | 83  | Charlie Kimball    | Chevrolet |
| BHA/BBM with Curb Agajanian           | 98  | Jack Hawksworth    | Honda     |

Quelle: 

## Klassifikationen

### Qualifying
| Pos. | Fahrer             | Team                                  | Fahrzeug          | Gruppe 1  | Gruppe 2  | Top 12    | FF6       | Start |
| ---- | ------------------ | ------------------------------------- | ----------------- | --------- | --------- | --------- | --------- | ----- |
| 01   | Sebastian Saavedra | KVAFS Racing                          | Dallara-Chevrolet | 1:10,1443 | —         | 1:24,1972 | 1:23,8822 | 01    |
| 02   | Jack Hawksworth    | BHA/BBM with Curb Agajanian           | Dallara-Honda     | —         | 1:10,1021 | 1:23,8817 | 1:24,0788 | 02    |
| 03   | Ryan Hunter-Reay   | Andretti Autosport                    | Dallara-Honda     | 1:10,2413 | —         | 1:24,0322 | 1:24,8882 | 03    |
| 04   | Simon Pagenaud     | Schmidt Peterson Hamilton Motorsports | Dallara-Honda     | 1:09,6716 | —         | 1:24,2156 | 1:25,2881 | 04    |
| 05   | Will Power         | Team Penske                           | Dallara-Chevrolet | 1:09,7532 | —         | 1:23,8892 | 1:25,5216 | 05    |
| 06   | Scott Dixon        | Target Chip Ganassi Racing            | Dallara-Chevrolet | —         | 1:10,0277 | 1:23,9571 | 1:25,6548 | 06    |
| 07   | Sébastien Bourdais | KVSH Racing                           | Dallara-Chevrolet | —         | 1:09,9775 | 1:24,5187 | —         | 07    |
| 08   | Juan Pablo Montoya | Penske Motorsports                    | Dallara-Chevrolet | —         | 1:09,9004 | 1:24,6209 | —         | 08    |
| 09   | Tony Kanaan        | Target Chip Ganassi Racing            | Dallara-Chevrolet | —         | 1:10,0281 | 1:24,7099 | —         | 09    |
| 10   | Hélio Castroneves  | Team Penske                           | Dallara-Chevrolet | 1:10,1160 | —         | 1:24,8839 | —         | 10    |
| 11   | James Hinchcliffe  | Andretti Autosport                    | Dallara-Honda     | 1:09,9517 | —         | 1:25,1318 | —         | 11    |
| 12   | Graham Rahal       | Rahal Letterman Lanigan Racing        | Dallara-Honda     | —         | 1:10,2040 | 1:25,4748 | —         | 12    |
| 13   | Marco Andretti     | Andretti Autosport                    | Dallara-Honda     | 1:10,2488 | —         | —         | —         | 13    |
| 14   | Ryan Briscoe       | NTT Data Chip Ganassi Racing          | Dallara-Chevrolet | —         | 1:10,2261 | —         | —         | 14    |
| 15   | Josef Newgarden    | Sarah Fisher Hartman Racing           | Dallara-Honda     | 1:10,3601 | —         | —         | —         | 15    |
| 16   | Takuma Satō        | A. J. Foyt Enterprises                | Dallara-Honda     | —         | 1:10,2804 | —         | —         | 16    |
| 17   | Carlos Huertas     | Dale Coyne Racing                     | Dallara-Honda     | 1:10,4264 | —         | —         | —         | 17    |
| 18   | Justin Wilson      | Dale Coyne Racing                     | Dallara-Honda     | —         | 1:10,4141 | —         | —         | 18    |
| 19   | Carlos Muñoz       | Andretti – HVM                        | Dallara-Honda     | 1:10,5097 | —         | —         | —         | 19    |
| 20   | Martin Plowman     | A. J. Foyt Enterprises                | Dallara-Honda     | —         | 1:10,4591 | —         | —         | 20    |
| 21   | Franck Montagny    | Andretti Autosport                    | Dallara-Honda     | 1:10,5571 | —         | —         | —         | 21    |
| 22   | Oriol Servià       | Rahal Letterman Lanigan Racing        | Dallara-Honda     | —         | 1:10,5996 | —         | —         | 22    |
| 23   | Charlie Kimball    | Chip Ganassi Racing Teams             | Dallara-Honda     | 1:10,6413 | —         | —         | —         | 23    |
| 24   | Mike Conway        | Ed Carpenter Racing                   | Dallara-Chevrolet | —         | 1:10,6535 | —         | —         | 24    |
| 25   | Mikhail Aleshin    | Schmidt Peterson Motorsports          | Dallara-Honda     | —         | 1:11,2704 | —         | —         | 25    |

Quellen: 

### Rennen
| Pos. | Fahrer             | Team                                  | Fahrzeug          | Runden | Zeit         | Start | Führungsrunden |
| ---- | ------------------ | ------------------------------------- | ----------------- | ------ | ------------ | ----- | -------------- |
| 01   | Simon Pagenaud     | Schmidt Peterson Hamilton Motorsports | Dallara-Honda     | 82     | 2:04:24,0261 | 04    | 06             |
| 02   | Ryan Hunter-Reay   | Andretti Autosport                    | Dallara-Honda     | 82     | + 0,8906     | 03    | 18             |
| 03   | Hélio Castroneves  | Team Penske                           | Dallara-Chevrolet | 82     | + 1,8244     | 10    | 15             |
| 04   | Sébastien Bourdais | KVSH Racing                           | Dallara-Chevrolet | 82     | + 2,5406     | 07    | 01             |
| 05   | Charlie Kimball    | Chip Ganassi Racing Teams             | Dallara-Honda     | 82     | + 5,3007     | 23    | 0              |
| 06   | Ryan Briscoe       | NTT Data Chip Ganassi Racing          | Dallara-Chevrolet | 82     | + 9,1914     | 14    | 0              |
| 07   | Jack Hawksworth    | BHA/BBM with Curb Agajanian           | Dallara-Honda     | 82     | + 14,6161    | 02    | 31             |
| 08   | Will Power         | Team Penske                           | Dallara-Chevrolet | 82     | + 18,5958    | 05    | 0              |
| 09   | Takuma Satō        | A. J. Foyt Enterprises                | Dallara-Honda     | 82     | + 20,9721    | 16    | 0              |
| 10   | Tony Kanaan        | Target Chip Ganassi Racing            | Dallara-Chevrolet | 82     | + 21,4539    | 09    | 0              |
| 11   | Justin Wilson      | Dale Coyne Racing                     | Dallara-Honda     | 82     | + 26,4750    | 18    | 04             |
| 12   | Oriol Servià       | Rahal Letterman Lanigan Racing        | Dallara-Honda     | 82     | + 29,6561    | 22    | 07             |
| 13   | Carlos Huertas     | Dale Coyne Racing                     | Dallara-Honda     | 82     | + 33,0827    | 17    | 0              |
| 14   | Marco Andretti     | Andretti Autosport                    | Dallara-Honda     | 82     | + 1:04,2370  | 13    | 0              |
| 15   | Scott Dixon        | Target Chip Ganassi Racing            | Dallara-Chevrolet | 82     | + 1:08,6263  | 06    | 0              |
| 16   | Juan Pablo Montoya | Penske Motorsports                    | Dallara-Chevrolet | 81     | + 1 Runde    | 08    | 0              |
| 17   | Josef Newgarden    | Sarah Fisher Hartman Racing           | Dallara-Honda     | 80     | DNF          | 15    | 0              |
| 18   | Martin Plowman     | A. J. Foyt Enterprises                | Dallara-Honda     | 80     | + 2 Runden   | 20    | 0              |
| 19   | Mike Conway        | Ed Carpenter Racing                   | Dallara-Chevrolet | 58     | DNF          | 24    | 0              |
| 20   | James Hinchcliffe  | Andretti Autosport                    | Dallara-Honda     | 56     | DNF          | 11    | 0              |
| 21   | Graham Rahal       | Rahal Letterman Lanigan Racing        | Dallara-Honda     | 50     | DNF          | 12    | 0              |
| 22   | Franck Montagny    | Andretti Autosport                    | Dallara-Honda     | 47     | DNF          | 21    | 0              |
| 23   | Sebastian Saavedra | KVAFS Racing                          | Dallara-Chevrolet | 0      | DNF          | 01    | 0              |
| 24   | Carlos Muñoz       | Andretti – HVM                        | Dallara-Honda     | 0      | DNF          | 19    | 0              |
| 25   | Mikhail Aleshin    | Schmidt Peterson Motorsports          | Dallara-Honda     | 0      | DNF          | 25    | 0              |

Quellen: 

#### Führungsabschnitte
| Abschnitt | Runden | Fahrer           |
| --------- | ------ | ---------------- |
| 1         | 1–9    | Ryan Hunter-Reay |
| 2         | 10–27  | Jack Hawksworth  |
| 3         | 28     | Ryan Hunter-Reay |
| 4         | 29–30  | Justin Wilson    |
| 5         | 31–43  | Jack Hawksworth  |

| Abschnitt | Runden | Fahrer            |
| --------- | ------ | ----------------- |
| 6         | 44     | Simon Pagenaud    |
| 7         | 45–51  | Ryan Hunter-Reay  |
| 8         | 52–53  | Justin Wilson     |
| 9         | 54     | Ryan Hunter-Reay  |
| 10        | 55–69  | Hélio Castroneves |

| Abschnitt | Runden | Fahrer             |
| --------- | ------ | ------------------ |
| 11        | 70     | Sébastien Bourdais |
| 12        | 71–77  | Oriol Servià       |
| 13        | 78–82  | Simon Pagenaud     |

Quellen: 

#### Gelbphasen
| Nr. | Dauer | Runden | Grund für Gelbphase                                                                                       |
| --- | ----- | ------ | --- |
| 1   | 1–7   | 7      | Kontakt: Mikhail Aleshin (#7), Sebastián Saavedra (#17) und Carlos Muñoz (#34) auf der Start-Ziel-Geraden |
| 2   | 42–46 | 5      | Kontakt: Scott Dixon (#9) und Will Power (#12) in Kurve 3                                                 |
| 3   | 48–50 | 3      | Kontakt: Franck Montagny (#26) und Martin Plowman (#41) in Kurve 7                                        |
| 4   | 52–55 | 4      | Kontakt: Juan Pablo Montoya (#2) und Graham Rahal (#15) auf der Start-Ziel-Geraden                        |

Quellen: 

## Punktestände nach dem Rennen

### Fahrerwertung
Die Punktevergabe wird hier erläutert.
| Pos. | Fahrer            | Punkte |
| ---- | ----------------- | ------ |
| 01.  | Will Power        | 149    |
| 02.  | Ryan Hunter-Reay  | 148    |
| 03.  | Simon Pagenaud    | 143    |
| 04.  | Hélio Castroneves | 102    |
| 05.  | Scott Dixon       | 102    |
| 06.  | Mike Conway       | 93     |
| 07.  | Marco Andretti    | 89     |
| 08.  | Justin Wilson     | 87     |
| 09.  | Tony Kanaan       | 82     |

| Pos. | Fahrer             | Punkte |
| ---- | ------------------ | ------ |
| 10.  | Sébastien Bourdais | 81     |
| 11.  | Ryan Briscoe       | 80     |
| 12.  | Takuma Satō        | 75     |
| 13.  | Jack Hawksworth    | 71     |
| 14.  | Josef Newgarden    | 71     |
| 15.  | Juan Pablo Montoya | 70     |
| 16.  | Charlie Kimball    | 67     |
| 17.  | Sebastian Saavedra | 63     |
| 18.  | Carlos Huertas     | 63     |

| Pos. | Fahrer            | Punkte |
| ---- | ----------------- | ------ |
| 19.  | Carlos Muñoz      | 61     |
| 20.  | Mikhail Aleshin   | 59     |
| 21.  | James Hinchcliffe | 56     |
| 22.  | Oriol Servià      | 55     |
| 23.  | Graham Rahal      | 55     |
| 24.  | Martin Plowman    | 12     |
| 25.  | Franck Montagny   | 8      |